# Petaurista leucogenys
Il petaurista del Giappone (Petaurista leucogenys Temminck, 1827), noto in giapponese come musasabi (ムササビ?), è uno scoiattolo volante endemico del Giappone.

## Tassonomia
Attualmente, gli studiosi riconoscono quattro sottospecie di petaurista del Giappone:
- P. l. leucogenys Temminck, 1827 (Kyūshū e Shikoku);
- P. l. hintoni Mori, 1923 (Corea e Manciuria);
- P. l. nikkonis Thomas, 1905 (regioni settentrionali e centrali di Honshū);
- P. l. oreas Thomas, 1905 (regioni meridionali di Honshū).

## Descrizione
Come tutti gli altri scoiattoli volanti, anche il petaurista del Giappone possiede una membrana di pelle tra le zampe che viene utilizzata per planare tra gli alberi. Sono stati registrati «voli» di 160 m. La coda viene impiegata per stabilizzare la planata. La lunghezza testa-corpo è di 25-50 cm, mentre la coda misura 30-40 cm. Pesa 700-1500 g. È molto più grande dell'altra specie giapponese di scoiattolo volante, lo scoiattolo volante del Giappone (Pteromys momonga), che non supera i 220 g.

## Distribuzione e habitat
Il petaurista del Giappone vive unicamente sulle isole di Honshū, Kyūshū e Shikoku; la sottospecie P. l. hintoni, tuttavia, è stata descritta a partire da esemplari ritrovati su banconi di mercati coreani e cinesi.

## Biologia
Il petaurista del Giappone si nutre di frutta e noci e vive nelle cavità di grandi alberi. Le femmine hanno un territorio di circa un ettaro, mentre i territori dei maschi si estendono per due ettari. La maturità sessuale viene raggiunta dopo circa due anni. Tra l'inverno e gli inizi dell'estate i maschi competono tra loro per le femmine. Durante l'accoppiamento, dopo l'eiaculazione, il maschio produce una proteina appiccicosa, nota come «tappo del coito», dal pene, che si solidifica e blocca la vagina della femmina. Questo particolare tappo impedisce allo sperma di fuoriuscire e aumenta le possibilità di fecondazione. Ciò impedisce anche ad altri maschi di accoppiarsi con la stessa femmina. Tuttavia i maschi possono utilizzare il proprio pene per rimuovere il tappo del coito. La gestazione dura circa 75 giorni e agli inizi dell'autunno nascono uno o due piccoli.

## Conservazione
Il petaurista del Giappone non corre alcun pericolo di estinzione e la IUCN lo classifica tra le specie a rischio minimo.